# Udo Ritgen
Udo Ritgen (* 22. Juni 1916 in Danzig; † 11. Oktober 2010 in Pullach im Isartal) war ein deutscher Offizier und Rechtsanwalt. Ab 1953 war er Angehöriger der Organisation Gehlen und von 1956 bis 1975 des Bundesnachrichtendienstes, zuletzt im Dienstgrad Brigadegeneral.

## Leben
Ritgen entstammt einer westpreußischen Gutsbesitzerfamilie. Seine Jugend verbrachte er mit seinen vier Geschwistern auf Gut Groß Falkenau im Landkreis Rosenberg in Westpreußen. Er besuchte das Gymnasium in Deutsch Eylau und das Gymnasium Marienwerder und legte 1935 sein Abitur ab. Am 1. April 1936 trat Ritgen in das Infanterie-Regiment 3 in Deutsch Eylau als Fahnenjunker ein und begann dort seine Karriere als Berufssoldat in der Wehrmacht. Im Zweiten Weltkrieg kam er als Führungsoffizier an mehreren Fronten zum Einsatz. Am 11. April 1942 wurde er als Oberleutnant mit dem Deutschen Kreuz in Gold ausgezeichnet und 1945 zum Major befördert. Ab März 1945 war er im Generalstab und Leiter der Seeleitstelle Hela. Das Armee-Oberkommando Ostpreußen beauftragte ihn mit der Evakuierung und Rückführung von rund einer halben Million Flüchtlinge und Soldaten aus Ost- und Westpreußen von Hela aus über den Seeweg.
Nach seiner Kriegsgefangenschaft in Belgien und in Munster bei Hannover wurde Ritgen im Frühjahr 1947 nach Westfalen entlassen. 1948 begann er ein Studium der Rechtswissenschaft in Frankfurt am Main, welches er 1952 mit dem 1. Staatsexamen abschloss.
1953 trat Ritgen als Hilfsreferent für Ostaufklärung in die Organisation Gehlen ein. Von 1953 bis 1956 war er Mitarbeiter der Abteilung Gegenspionage und bis 1954 zugleich der politischen Aufklärung. Als die Organisation Gehlen am 1. April 1956 zum Bundesnachrichtendienst wurde, wurde auch Ritgen dessen Angehöriger. In der Organisation Gehlen und im Bundesnachrichtendienst führte er den Decknamen Udo Ritter. Am 17. September 1956 wurde er als Major in das Dienstverhältnis eines Soldaten übernehmen, blieb aber beim Bundesnachrichtendienst. Von 1956 bis 1969 war er Mitarbeiter des Strategischen Dienstes Ostaufklärung und danach der militärischen Auswertung des Bundesnachrichtendienstes. Anschließend wurde er Unterabteilungsleiter Militärische Aufklärung. Mit Ablauf des September 1975 wurde er in den Ruhestand versetzt.
Danach hielt er weiterhin wehrpolitische Vorträge und übernahm publizistische Aktivitäten. Ritgen war lange Zeit Mitglied des Vorstandes der Ost- und Westpreußenstiftung Bayern, wofür ihn die Landesgruppe Bayern der Landsmannschaft West- und Ostpreußen im Juni 2006 die Albertus-Nadel in Gold verlieh.

## Auszeichnungen
- Verwundetenabzeichen in Schwarz (1941)
- Deutsches Kreuz in Gold (1942)
- Nahkampfspange in Bronze

## Schriften
- Pflichterfüllung bis zum bitteren Ende. In: Die große Not, Sarstedt, 1966.
- Militärische Betrachtungen über einige Erfahrungen des letzten Feldzuges und einige Zustände deutscher Armeen. Reprint, Hans Neschen, Bückeberg, 1969.

- Udo Ritgen: Groß-Falkenau: das Weihnachtszimmer und andere Erinnerungen an Ostpreußen. Langen Müller, München 2000, ISBN 978-3-7844-2743-0.
- Verantwortung und Entscheidung: Schlüsselerlebnisse im Zweiten Weltkrieg. Universitas, 2013.